# Boudewijnspolder
De Boudewijnspolder, ook wel Heer Boudewijnspolder, Polder of Polre genoemd, was een polder met daarop het gelijknamige dorp bij Halsteren in de Nederlandse provincie Noord-Brabant. Het gebied valt nu onder de gemeente Bergen op Zoom.

## Geschiedenis
Vermoedelijk vond inpoldering in de middeleeuwen plaats. De naam Polder wordt genoemd in een akte uit 1233. Mogelijk stamt de naam af van de eigenaar Bouden van Ierseke, die het kocht van de abdij van Tongerlo in 1300. Ook zou de naam afkomstig kunnen zijn van een van de leenmannen of bedijkers van deze polder. De polder en het dorp zijn op diverse geografische kaarten weergegeven, waaronder op de Van Deventer Kaart van Tholen uit 1545.
De heren van Bergen op Zoom waren deels eigendom waardoor zij het recht hadden op tienden, visserij, bakengeld, cijns en veerrecht. De polder was omringd door water.
In het dorp Polre was een kerk en men had een eigen bestuur. Men leefde voornamelijk van de landbouw. In 1570 is de polder overstroomd door de Allerheiligenvloed waardoor het dorp, met uitzondering van de kerktoren, verloren is gegaan. In 1583 werd de polder geïnundeerd uit militair-strategische overwegingen. Ter bescherming van Tholen is, tot de inpoldering van de Auvergnepolder in 1692, bedijking van dit gebied tegengehouden. De resten van Polre zijn deels verdwenen met de aanleg van het Schelde-Rijnkanaal in 1975. Het grootste deel ligt echter in de Auvergnepolder.